# Decret de Trezè

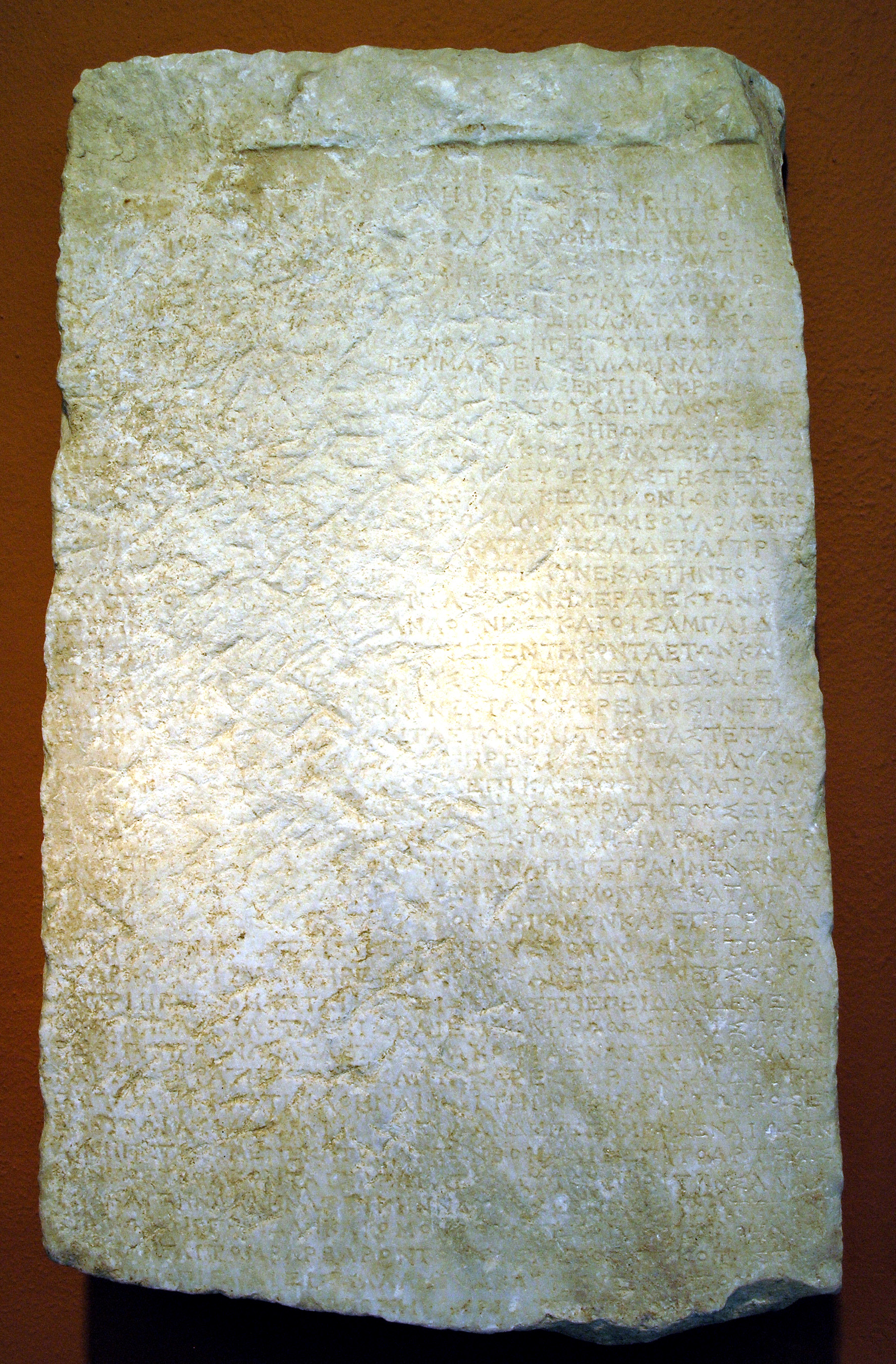
Decret de Temístocles, Museu Arqueològic Nacional d'Atenes, 13330

El Decret de Temístocles o Decret de Trezè és una inscripció en grec antic, trobada a Trezè el 1959, que dicta l'estratègia grega en les Guerres mèdiques, sent emès per l'assemblea atenesa sota el lideratge de Temístocles. Des de la publicació del seu contingut el 1960, l'autenticitat del decret ha estat motiu de debat acadèmic. El decret contradiu directament la versió d'Heròdot sobre l'evacuació de l'Àtica el 480 a.C. Per a l'historiador l'evacuació va ser una mesura d'emergència presa només després que l'exèrcit peloponnesi fallés en el seu propòsit d'avançar cap a Beòcia per combatre els perses. Si el decret és autèntic, l'abandó de l'Àtica era part d'una estratègia calculada pels atenesos per atreure els perses a un combat naval en el cap d'Artemísion o a Salamina.

## Descoberta
La pedra que transcriu el Decret de Temístocles (conservada en el Museu Epigràfic d'Atenes, amb referència d'inventari EM 13330) va ser descoberta el 1959 o amb anterioritat per Anargyros Titiris, un pagès de Trezè, al nord-est del Peloponès. Durant algun temps, Titiris va utilitzar la inscripció de marbre com a porta. El 1959, va donar la pedra a una exposició d'objectes antics de Trezè que un mestre de l'escola local preparava. En visitar-la, el professor M.H. Jameson de la Universitat de Pennsilvània va veure la inscripció i, l'any següent, va publicar el seu contingut juntament amb una traducció i comentari.

## Contingut
La inscripció comença amb una declaració que allò que conté és una resolució de l'assemblea atenesa, proposta per Temístocles. A continuació presenta un pla per evacuar a dones, nens i ancians de l'Àtica a Trezè i Salamina, mentre els homes han d'embarcar-se en trirrems i preparar-se per defensar la ciutat, deixant només als tresorers i les sacerdotesses a l'Acròpoli. La major part del text restant mostra especificacions de la preparació de la flota, tornant-se la inscripció il·legible abans de la fi del decret.

## Importància
Si la relació de l'evacuació d'Atenes assenyalada per la inscripció és històricament certa, la versió donada per Heròdot sobre els esdeveniments del 480 a.C. ha de ser revisada per tal de reflectir l'estratègia grega, acordada el juny d'aquell any, de centrar-se a aturar l'avanç persa a Salamina i l'istme de Corint. Si aquest va ser el pla grec, llavors la batalla de les Termòpiles i d'Artemísion, que Heròdot descriu com els intents definitius de derrotar la invasió persa, haurien estat només accions per guanyar temps i procedir a l'evacuació de l'Àtica i preparar la defensa de l'istme.

## Controvèrsia acadèmica
L'autenticitat del decret de Temístocles aviat va ser objecte d'acalorats debats acadèmics, ja que la interpretació predominant del relat d'Heròdot fins a aquest moment era que es tractava del relat definitiu de les guerres greco-perses. Un estudi va suggerir que la llosa de marbre en la qual el decret va ser inscrit havia estat tallada a la primera meitat del segle iii aC, llançant la pregunta de com el text havia sobreviscut per dos segles, particularment tenint en compte que Atenes va ser saquejada pels perses el 480 i novament el 479 aC. El primer esment existent d'un decret que es pot identificar amb el descobert a Trezè prové de Demòstenes, el qual registra que Èsquines va llegir el decret en veu alta el 347 a.C., deixant aquesta vegada un buit d'un segle entre la seva suposada promulgació i la seva primera referència històrica. Els estudiosos que recolzen l'autenticitat del decret assenyalen les dues últimes línies del famós oracle donat a Delfos als atenesos sobre com afrontar la invasió persa: 
Divina Salamina, tu aniquilaràs els fills de les dones, bé sigui quan Deméter és sembrada, bé quan es cull.
La identificació de Salamina com a lloc de matança semblaria suggerir que una estratègia que cridava a una batalla allí ja havia estat acordada pels comandants grecs, la qual cosa indicaria que la versió recolzada pel decret de Temístocles és correcta. No obstant això, els estudiosos que dubten de la veracitat del decret plantegen una sèrie d'arguments en contra de la seva autenticitat. La correlació proporcionada per l'oracle sobre Salamina ha estat discutida assenyalant que els oracles sovint van ser alterats després d'un fet esdevingut; s'han assenyalat a més diversos anacronismes en el frasejat, encara que els partidaris de l'autenticitat del text els descarten, notant que la pràctica grega era parafrasejar els documents en lloc de copiar-los al peu de la lletra; finalment, addueixen qüestions de contingut més serioses, que van des de passatges cronològicament sospitosos a declaracions que semblen fora de lloc en un decret oficial així com conflictes greus amb les descripcions detallades d'Heròdot de les disposicions de les tropa gregues. A la llum d'aquestes objeccions, John Fine ha argumentat que el millor és tractar el Decret de Temístocles, si és autèntic, com una amalgama de diversos decrets promulgats en diferents moments.